# Kohlsia tiptoni
Kohlsia tiptoni är en loppart som beskrevs av Mendez et Altman 1960. Kohlsia tiptoni ingår i släktet Kohlsia och familjen fågelloppor. Inga underarter finns listade i Catalogue of Life.